# Væddeløbshund
En væddeløbshund er en hund, som benyttes til konkurrencer i hurtigløb på bane, hvor totalisatorspil (væddemål) tillades. Traditionelle væddeløbsbaner er gerne ovalbaner, hvor løb på henholdsvis 220, 330, 440, 550, 660 eller 770 yards (1 yard = 0,9144 meter) udføres. Andre længder er også til en vis grad aktuelle.
Væddeløbshunde er typisk af racen greyhound, spansk galgo eller whippet, hvor der er tale om totalisatorspil. Greyhound er mest benyttet, men typen må på ingen måde sammenlignes med de greyhounde, som benyttes som udstillingshunde. Væddeløbshunde bliver specielt avlet med tanke på et liv på væddeløbsbanen. De er gerne mindre, mere kompakte og langt mere muskuløse end udstillingstypen. Andre hunderacer, som oftest mynder, deltager også i væddeløb, specielt hvor totalisatorspil ikke tillades. Som sådan konkurrerer hundene indbyrdes indenfor samme race.
| Sport | Spire Denne artikel om sport er en spire som bør udbygges. Du er velkommen til at hjælpe Wikipedia ved at udvide den. |

| Hund | Spire Denne hunderelaterede artikel er en spire som bør udbygges. Du er velkommen til at hjælpe Wikipedia ved at udvide den. |